# Katastrofa lotu Avianca 410
Katastrofa lotu Avianca 410 – katastrofa lotnicza, która wydarzyła się 17 marca 1988, Boeing 727 należący do kolumbijskich linii lotniczych Avianca, miał wykonać zaplanowany lot krajowy z miasta Cúcuta do Cartagena de Indias. Do katastrofy doszło krótko po starcie z pasa 33 na lotnisku Camilo Daza w mieście Cúcuta. Zginęło 136 pasażerów i 7 osób załogi statku powietrznego.

## Samolot
Samolot, który brał udział w zdarzeniu to Boeing 727-21, który został wyprodukowany dla linii Pan Am w 1966. Wówczas nosił znaki N321PA. W Kolumbii maszyna otrzymała nową rejestrację HK-1716. Do czasu katastrofy samolot miał wylatane 43 848 godzin.

## Przyczyna katastrofy
Za oficjalną przyczynę katastrofy uznano kontrolowany lot ku ziemi. Samolot uderzył w nią na wysokości 6200 stóp. Wykryto również przebywanie w kokpicie osób trzecich, którzy mogli przeszkodzić pilotom w bezpiecznym pilotowaniu samolotu, wykonaniu niezbędnych procedur podczas lotu oraz zakłócić pracę zespołową pomiędzy kapitanem a drugim pilotem.